# Chapitre de Saint-Denis
Le Chapitre impérial, royal puis national de Saint-Denis est un chapitre de chanoines établi à la basilique Saint-Denis de 1806 à 1895, reconnu par les différents régimes français au XIXe siècle mais qui ne reçut sa définitive institution canonique par Rome qu'en 1857. 

## Historique

### Chapitre impérial (Premier Empire)
Le chapitre est établi par Napoléon Ier après le rétablissement du culte et son choix de Saint-Denis comme lieu de sépulture pour lui et ses successeurs (art. 1er), pour remplacer les bénédictins préposés jadis à la garde des tombes royales. 
Créé par un décret du 20 février 1806, il se compose primitivement de dix chanoines (art. 2), choisis par le chef de l'État parmi les évêques démissionnaires de plus de soixante ans (art. 3), et est présidé par le grand aumônier de France (qu'il soit évêque ou non) qui en est le « primicier ». Quatre chapelles sont érigées (art. 4) dans lesquelles des plaques de marbre indiqueront les noms des rois y ayant eu leur mausolée (art. 5). 
Chaque année, les Chambres voteront des allocations pour soutenir le chapitre. 

### Chapitre royal (Restauration)
Par l'ordonnance royale du 23 septembre 1816, sur les conseils de son grand-aumônier, Mgr Alexandre-Angélique de Talleyrand-Périgord, et de son ministre de l'Intérieur, Louis XVIII maintient le chapitre, ou plutôt le refonde (comme il le dit expressément aux vicaires capitulaires de Paris début 1817) : 
- « Il sera établi, pour desservir à perpétuité l'ancienne église de l'abbaye de Saint-Denis, un Chapitre, sous le titre de Chapitre royal de Saint-Denis » (art. 1er).
- « Le Grand-Aumônier de France sera le chef du Chapitre, et prendra le titre de Primicier » (art. 2).

Il porte le nombre des chanoines à trente-cinq (art. 3), à savoir (art. 4) :
- un primicier : le grand-aumônier de France ;
- 10 chanoines-évêques, dont : le premier aumônier du roi et 9 évêques ayant été « titulaires en France » (art. 5) ;
- 24 chanoines-prêtres, « dont six Dignitaires et dix-huit Chanoines », parmi lesquels : le vicaire général de la grande-aumônerie ; l'aumônier ordinaire du roi ; les aumôniers du roi par quartier ; le supérieur des clercs attachés au chapitre ; et 17 prêtres ayant prouvé « avoir été employés, au moins pendant dix années, soit dans l'exercice du Ministère, soit dans l'Administration d'un Diocèse » (art. 5).

Le roi se réserve la nomination de tous les membres, sur présentation du primicier (art. 5). Le grand-aumônier nommera quant à lui « toutes les personnes [...] au service du Chapitre », et avec son agrément, des prêtres « chanoines honoraires » (art. 5), et lui présentera un rapport en vue de l'approbation royale d'un règlement interne (art. 6). Une première liste de nominations est publiée par ordonnance le 28 décembre.

De Paris, le roi envoie le 8 janvier 1817 une Lettre aux Vicaires capitulaires de Paris, leur exposant avoir fondé un chapitre en vue de reprendre « les prières et les suffrages qui ont été si longtemps interrompus » à l'intention des rois et princes, intégré ses chanoines à sa Chapelle et confié à son grand-aumônier « la formation, installation et établissement dudit Chapitre » (par une lettre du même jour), et les charge d'adopter les mesures qu'ils jugeraient opportunes. Ceux-ci, Jalabert, d'Astros et l'abbé de La Myre, écrivirent au grand-aumônier leur impossibilité de reconnaître la fondation canoniale :
La fondation faite par le Roi devient nécessairement l'objet de l'érection du Chapitre, laquelle, suivant les règles canoniques, est du ressort de l'autorité ecclésiastique.
La juridiction capitulaire que nous exerçons pendant la vacance du siège n'a point ce degré d'autorité ecclésiastique nécessaire pour un acte spirituel aussi grave que l'est l'érection d'un Chapitre, genre d'établissement invariable par sa nature, tandis que les règles canoniques ne nous autorisent qu'à l'administration ordinaire du Diocèse et à des actes provisoires dans des cas urgents. [...]
Le Chapitre royal de Saint-Denis serait exempt de la juridiction de Mgr l'Archevêque de Paris, et [...] des Vicaires Capitulaires ne peuvent créer une exemption de la juridiction épiscopale. [...]

Nous vous prions de mettre [ces réflexions] aux pieds de Sa Majesté, en la suppliant de consentir que les ecclésiastiques qu'elle destine à remplir des fonctions dans l'église de Saint-Denis, y soient considérés d'abord comme faisant simplement partie du clergé de sa chapelle, et qu'ils attendent, pour prendre le titre d'un Chapitre, que les formes canoniques aient été remplies. Les intentions religieuses de Sa Majesté seraient exécutées, et les lois de l'Église seraient respectées (pp. 114-115).
Le grand-aumônier leur rétorque que le roi a simplement voulu ainsi le « mettre à l'abri de toutes difficultés et discussions », les informant de sa décision sans rien leur demander :
L'intention de Sa Majesté n'a point été de vous demander de procéder à l'érection du Chapitre royal de Saint-Denis [...] mais de vous informer qu'elle avait voulu qu'il fût et demeurât uni à sa chapelle royale, à laquelle elle daigne l'attacher, et que les personnes qui le composeront fassent partie du Clergé de la Cour, dont le Grand-Aumônier est le chef spirituel. [...]

Le Roi se propose d'ailleurs de recourir à Rome, pour obtenir les concessions que les souverains Pontifes n'ont jamais manqué d'accorder, pour ces sortes de fondations qui tournent à l'avantage de l'Église (pp. 115-116).
Et Mgr de Talleyrand de publier une ordonnance comme grand-aumônier, Ordinaire de la Cour :
Nous avons érigé, constitué et établi, comme Nous déclarons ériger, constituer et établir la réunion des Évêques et autres personnes du second ordre, [...] ainsi que toutes celles attachées au service de ladite réunion, en Chapitre, à l'instar des anciennes Saintes-Chapelles. Les autorisant à s'assembler capitulairement pour le bien et le service de l'Église et le bon ordre à établir entre eux ; faire et célébrer l'office canonial dans l'Église de l'ancienne Abbaye de Saint-Denis, consacrée à la sépulture des Rois de France ; selon qu'il sera déterminé par les statuts et règlements, tant de la Chapelle du Roi que dudit Chapitre royal ; Nous proposant, selon les intentions de Sa Majesté, d'avoir recours au souverain Pontife, à l'effet d'obtenir toutes les concessions d'usage pour ces sortes de fondations (pp. 120-121).
Mgr Hyacinthe-Louis de Quelen répond à cet acte juridictionnel par une autre ordonnance Sur l'exercice de la juridiction ecclésiastique dans son Diocèse, s'élevant contre « plusieurs innovations contre la juridiction et le droit des Ordinaires » et cherchant « à remédier à ces abus, et [...] Nous élever, avec toute la liberté de Notre ministère, contre des entreprises qui n'intéressent pas moins l'Épiscopat en général qu'un Évêque en particulier » (p. 121). Avec ironie, il écrit dans son ordonnance du 10 décembre 1821 :
Suivant la route qui Nous a été tracée par Notre vénérable prédécesseur, feu S.É. le Cardinal de Périgord, qui, par ses lettres particulières du 7 décembre 1820 à S.E. le Ministre de la Maison du Roi, et des 6 et 27 juillet 1821 à S.E. le Grand-Chancelier de la Légion d'Honneur, a réclamé contre certains envahissements sur l'autorité et la juridiction épiscopales, [...]
Nous avons déclaré et déclarons :
1° Que Nous ne reconnaissons actuellement et pour l'avenir, dans toute l'étendue [...] de Notre Diocèse [...], d'autre juridiction diocésaine ou métropolitaine que celle qui Nous appartient en vertu de l'institution canonique qui Nous a préposé au siège et à la métropole de Paris, à moins que cette juridiction ne soit clairement spécifiée par le droit [...] ;
2° Que Nous ne pouvons reconnaître, et que Nous ne reconnaissons aucune délégation, désignation ou commission de personnes ecclésiastiques pour en exercer les actes, faite en vertu des lois ou ordonnances émanées de l'autorité purement séculière, [...] qui n'entraîne nullement la faculté d'exercer une juridiction spirituelle ou de la faire exercer sans l'autorité nécessaire, actuelle et non présumée de l'Église.

Défendons en conséquence à toute personne ecclésiastique, de quelque dignité qu'elle soit revêtue, sous quelque prétexte que ce soit [...], même dans les églises, chapelles et maisons royales, de faire les actes qui appartiennent à la juridiction [...] ; le tout sous les peines portées par le droit ou par les règlements, statuts et ordonnances du Diocèse, que Nous renouvelons à cet effet en tant que de besoin  (pp. 122-123).
Le même archevêque écrit le 19 novembre 1823 au prince de Croÿ, nouveau grand-aumônier, après de belles assurances de soutien ordinaire :
Que vous prétendiez que la Révolution ou l'Empire, ou même la Restauration, aient pu rien distraire de la juridiction spirituelle des Évêques pour vous le confier ; que de simples ordonnances aient pu vous faire le pasteur d'une portion de mon Diocèse, sans l'intervention formelle, expresse, claire, non présumée de l'Église, [...] c'est, Monseigneur, ce que je ne puis croire. [...] Montrez-moi le cardinal de Montmorency dirigeant au spirituel la maison royale d'éducation de Saint-Cyr, [...] donnant des pouvoirs spirituels aux Aumôniers de régiment, [...] se faisant et se disant non le Chef et le Primicier, mais l'Évêque d'une Congrégation de Prêtres sous le titre de Chapitre royal sans aucune institution canonique et les gouvernant au spirituel comme le ferait un Évêque !
Le Chapitre est doté de 200 000 F.

### Chapitre royal (Monarchie de Juillet)
En 1837 est adoptée à la Chambre des députés une augmentation de 14 400 fr. pour le Chapitre. En comparaison, celles pour le « personnel du culte protestant » est de 18 000 fr. , pour les « frais de l'administration pour la Confession d'Augsbourg » de 12 000, et pour le « culte israélite » de 10 000.

À la Chambre, M. de Daunant, député du Gard et rapporteur au nom de la commission chargée du projet de budget pour l'exercice 1838 au ministère de la justice et des cultes, dresse le 24 avril 1837 :
« En vertu d'un amendement adopté et inséré dans la loi de finances de 1832, le traitement des membres existants du Chapitre fut conservé ; mais il fut supprimé pour ceux qui pourraient être nommés à l'avenir. C'était, en réalité, supprimer le Chapitre.
Le Gouvernement propose maintenant de revenir sur cette mesure. Ses demandes ne s'élèvent cependant pas, à beaucoup près, au chiffre de la Restauration. Au moyen d'un crédit de 112 000 f., il pourra entretenir un personnel de dix chanoines-évêques, qui recevront un traitement de 6000 f., et quatre chapelains à 3000 fr. Les 40 000 fr. restants serviront à solder les autres dépenses du personnel et du matériel. [...]
Il ne s'agit, il est vrai, en apparence, que d'augmenter de 14 400 f. le crédit de l'année dernière ; mais ce crédit deviendra perpétuel de viager qu'il était. [...] La Commission a reconnu que la dépense était utile et convenable [et] pense donc que la conservation du Chapitre de Saint-Denis est une mesure éminemment équitable et politique, et elle vous propose d'allouer le crédit demandé » (chap. V, pp. 211-213).
Malgré la bonne volonté de Grégoire XVI, Louis-Philippe ne s'intéresse vraiment au chapitre qu'après 1840 (selon Mgr Affre) ; il demande au pape de confirmer l'exemption du chapitre, mais ne parvient pas à faire adopter par les députés la régularisation canonique pontificale.

### Chapitre impérial (IIdEmpire)
Un décret du 25 mars 1852 a divisé les canonicats en deux ordres, six du premier ordre avec un traitement de dix mille francs, huit du second ordre avec un traitement de deux mille cinq cents francs. Un chanoine de second ordre nommé par l'ordinaire ou évêque diocésain et agréé par le chef de l'État prend le titre de curé de Saint-Denis.
Grégoire XVI accorde l'institution canonique au Chapitre par bref du 31 mars 1857. Par décret du 17 juin 1857, Napoléon III reçoit officiellement le bref et réorganise ce dernier par décret du 18 décembre 1858.

### Chapitre national (IIIeRépublique)
Le chapitre subsiste dans les débuts conservateurs de la IIIe République, sous le premier gouvernement Albert de Broglie.
Le 12 octobre 1872, le pape Pie IX redonne l'institution canonique au Chapitre en abrogeant le précédent bref de 1857 de Grégoire XVI (et son institution canonique manquée). Le Mal de Mac-Mahon, président de la République, porte alors le 23 juin 1873 de Versailles un Décret réglant l'organisation du Chapitre de Saint-Denis.
Alors que tous les anciens décrets depuis 1806 « sont et demeurent rapportés » (art. 13), le Chapitre est réinstitué, non plus pour assurer le service funèbre sur les tombes royales ou hypothétiquement impériales (le corps de Napoléon Ier, mort en 1821 et enterré sur l'île de Sainte-Hélène, est rapporté en 1840 à Paris mais enseveli aux Invalides), mais seulement « pour desservir la basilique [...] et assurer une retraite honorable aux évêques démissionnaires, ainsi qu'aux anciens aumôniers des armées de terre et de mer et des établissements publics » (art. 1er), qui doivent avoir eu « au moins dix années d'exercice de leurs fonctions » (art. 4).
Le Chapitre conserve sa répartition en deux ordres (art. 2), mais de douze chanoines maximum chacun (art. 3). Le président de la République s'en réserve la nomination, « sur la proposition du Ministre de l'instruction publique, des cultes et des beaux-arts » (art. 3), Anselme Batbie. Tous reçoivent l'institution canonique du pape (art. 6) mais seuls les seconds sont tenus à résidence (art. 9 et 10), sous la vigilance du primicier et du ministre. La croix est « d'or émaillée à huit pointes dont le centre reproduit, sur les deux faces, le sceau et contre-sceau de l'ancienne abbaye » (art. 12).

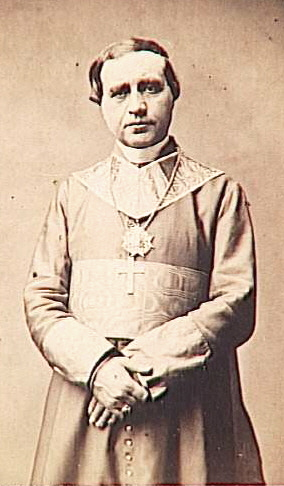
Mgr Henry Maret (1805-1884)

« Le primicier est choisi parmi les chanoines du premier ordre » ou les évêques français en exercice (art.5). À sa mort doit être élu par le chapitre dans les huit jours un vicaire capitulaire du premier ordre, que doit approuver le président de la République ; si ce délai est dépassé, l'archevêque de Paris nomme un administrateur temporaire (art. 8). 
Le 25 novembre, Mac-Mahon nomme au primicériat le libéral et néo-gallican Mgr Henry Maret (1805-1884), que Rome avait refusé au siège épiscopal de Vannes en 1860 mais qui avait été ordonné évêque titulaire de Sura (de) l'année suivante.
Il « exerce la juridiction spirituelle et jouit des droits et prérogatives » conférés par le pape (art. 7), et administre église et chapitre, nommant les auxiliaires et rendant compte au ministre (art. 7). 
Mgr Maret publie le 7 mars 1877 une Ordonnance pour l'observation de la discipline du choeur,, puis adresse le 25 août 1878 une lettre aux membres du Chapitre,.
Entretemps le pape Léon XIII donne le 7 juin 1878 un bref, Cum ex apostolico munere, « en faveur du Chapitre épiscopal et national de Saint-Denys »,.

Les évêques reçoivent 10 000 F de traitement, les prêtres 4 000 F, et le trésorier 600 (art. 11).
Mgr Maret meurt en 1884 mais n'est pas remplacé. Dès 1888 son budget fut supprimé, et à partir de 1895, ne subsistent officiellement que les « pensionnaires de l'ancien Chapitre de Saint-Denis »

## Querelle canonique
Les fondations successives du chapitre de Saint-Denis sont faites motu proprio (par le mouvement propre) du chef de l'État, indépendamment du régime concordataire ou de la législation canonique, ce qui ne va pas manquer de poser différents problèmes.
Le chapitre obtient dès sa fondation le privilège de l'exemption, le rendant indépendant de l'archidiocèse de Paris, et Louis XVIII le réaffirme : le primicier a juridiction sur la basilique de Saint-Denis ainsi que sur la Maison d'éducation de la Légion d'honneur. Cette exemption donne lieu à un conflit avec l'archevêque de Paris, rappelant l'opposition de ce dernier à la juridiction du grand-aumônier de France sur la Cour de Versailles.

De Paris, le roi envoie le 8 janvier 1817 une Lettre aux Vicaires capitulaires de Paris, leur exposant avoir fondé un chapitre en vue de reprendre « les prières et les suffrages qui ont été si longtemps interrompus » à l'intention des rois et princes, intégré ses chanoines à sa Chapelle et confié à son grand-aumônier « la formation, installation et établissement dudit Chapitre » (par une lettre du même jour), et les charge d'adopter les mesures qu'ils jugeraient opportunes. Ceux-ci, Jalabert, d'Astros et l'abbé de La Myre, écrivirent au grand-aumônier leur impossibilité de reconnaître la fondation canoniale :
La fondation faite par le Roi devient nécessairement l'objet de l'érection du Chapitre, laquelle, suivant les règles canoniques, est du ressort de l'autorité ecclésiastique.
La juridiction capitulaire que nous exerçons pendant la vacance du siège n'a point ce degré d'autorité ecclésiastique nécessaire pour un acte spirituel aussi grave que l'est l'érection d'un Chapitre, genre d'établissement invariable par sa nature, tandis que les règles canoniques ne nous autorisent qu'à l'administration ordinaire du Diocèse et à des actes provisoires dans des cas urgents. [...]
Le Chapitre royal de Saint-Denis serait exempt de la juridiction de Mgr l'Archevêque de Paris, et [...] des Vicaires Capitulaires ne peuvent créer une exemption de la juridiction épiscopale. [...]

Nous vous prions de mettre [ces réflexions] aux pieds de Sa Majesté, en la suppliant de consentir que les ecclésiastiques qu'elle destine à remplir des fonctions dans l'église de Saint-Denis, y soient considérés d'abord comme faisant simplement partie du clergé de sa chapelle, et qu'ils attendent, pour prendre le titre d'un Chapitre, que les formes canoniques aient été remplies. Les intentions religieuses de Sa Majesté seraient exécutées, et les lois de l'Église seraient respectées (pp. 114-115).
Le grand-aumônier leur rétorque que le roi a simplement voulu ainsi le « mettre à l'abri de toutes difficultés et discussions », les informant de sa décision sans rien leur demander :
L'intention de Sa Majesté n'a point été de vous demander de procéder à l'érection du Chapitre royal de Saint-Denis [...] mais de vous informer qu'elle avait voulu qu'il fût et demeurât uni à sa chapelle royale, à laquelle elle daigne l'attacher, et que les personnes qui le composeront fassent partie du Clergé de la Cour, dont le Grand-Aumônier est le chef spirituel. [...]

Le Roi se propose d'ailleurs de recourir à Rome, pour obtenir les concessions que les souverains Pontifes n'ont jamais manqué d'accorder, pour ces sortes de fondations qui tournent à l'avantage de l'Église (pp. 115-116).
Et Mgr de Talleyrand de publier une ordonnance comme grand-aumônier, Ordinaire de la Cour :
Nous avons érigé, constitué et établi, comme Nous déclarons ériger, constituer et établir la réunion des Évêques et autres personnes du second ordre, [...] ainsi que toutes celles attachées au service de ladite réunion, en Chapitre, à l'instar des anciennes Saintes-Chapelles. Les autorisant à s'assembler capitulairement pour le bien et le service de l'Église et le bon ordre à établir entre eux ; faire et célébrer l'office canonial dans l'Église de l'ancienne Abbaye de Saint-Denis, consacrée à la sépulture des Rois de France ; selon qu'il sera déterminé par les statuts et règlements, tant de la Chapelle du Roi que dudit Chapitre royal ; Nous proposant, selon les intentions de Sa Majesté, d'avoir recours au souverain Pontife, à l'effet d'obtenir toutes les concessions d'usage pour ces sortes de fondations (pp. 120-121).
Mgr Hyacinthe-Louis de Quelen répond à cet acte juridictionnel par une autre ordonnance Sur l'exercice de la juridiction ecclésiastique dans son Diocèse, s'élevant contre « plusieurs innovations contre la juridiction et le droit des Ordinaires » et cherchant « à remédier à ces abus, et [...] Nous élever, avec toute la liberté de Notre ministère, contre des entreprises qui n'intéressent pas moins l'Épiscopat en général qu'un Évêque en particulier » (p. 121). Avec ironie, il écrit dans son ordonnance du 10 décembre 1821 :
Suivant la route qui Nous a été tracée par Notre vénérable prédécesseur, feu S.É. le Cardinal de Périgord, qui, par ses lettres particulières du 7 décembre 1820 à S.E. le Ministre de la Maison du Roi, et des 6 et 27 juillet 1821 à S.E. le Grand-Chancelier de la Légion d'Honneur, a réclamé contre certains envahissements sur l'autorité et la juridiction épiscopales, [...]
Nous avons déclaré et déclarons :
1° Que Nous ne reconnaissons actuellement et pour l'avenir, dans toute l'étendue [...] de Notre Diocèse [...], d'autre juridiction diocésaine ou métropolitaine que celle qui Nous appartient en vertu de l'institution canonique qui Nous a préposé au siège et à la métropole de Paris, à moins que cette juridiction ne soit clairement spécifiée par le droit [...] ;
2° Que Nous ne pouvons reconnaître, et que Nous ne reconnaissons aucune délégation, désignation ou commission de personnes ecclésiastiques pour en exercer les actes, faite en vertu des lois ou ordonnances émanées de l'autorité purement séculière, [...] qui n'entraîne nullement la faculté d'exercer une juridiction spirituelle ou de la faire exercer sans l'autorité nécessaire, actuelle et non présumée de l'Église.

Défendons en conséquence à toute personne ecclésiastique, de quelque dignité qu'elle soit revêtue, sous quelque prétexte que ce soit [...], même dans les églises, chapelles et maisons royales, de faire les actes qui appartiennent à la juridiction [...] ; le tout sous les peines portées par le droit ou par les règlements, statuts et ordonnances du Diocèse, que Nous renouvelons à cet effet en tant que de besoin  (pp. 122-123).
Le même archevêque écrit le 19 novembre 1823 au prince de Croÿ, nouveau grand-aumônier, après de belles assurances de soutien ordinaire :
Que vous prétendiez que la Révolution ou l'Empire, ou même la Restauration, aient pu rien distraire de la juridiction spirituelle des Évêques pour vous le confier ; que de simples ordonnances aient pu vous faire le pasteur d'une portion de mon Diocèse, sans l'intervention formelle, expresse, claire, non présumée de l'Église, [...] c'est, Monseigneur, ce que je ne puis croire. [...] Montrez-moi le cardinal de Montmorency dirigeant au spirituel la maison royale d'éducation de Saint-Cyr, [...] donnant des pouvoirs spirituels aux Aumôniers de régiment, [...] se faisant et se disant non le Chef et le Primicier, mais l'Évêque d'une Congrégation de Prêtres sous le titre de Chapitre royal sans aucune institution canonique et les gouvernant au spirituel comme le ferait un Évêque ! [...]

Vous en serez toujours le protecteur et l'ami ; laissez-moi en être l'Évêque et le Pasteur (pp. 126-131).
Le 26 avril 1842, un projet de Statuts en 10 articles est remis à l'archevêque de Paris. Celui-ci envoie le 10 mai ses Arguments contre l'exemption.

Le pape Grégoire XVI accorde au chapitre une bulle d'institution canonique, Quo majori Sacræ Ædes, le 3 avril 1843, qui est validée par le Conseil d'État et une ordonnance de Louis-Philippe le 6 janvier 1845. 
Ayant donc examiné avec soin toute l'affaire, après Nous être concerté avec Sa Majesté, et après avoir entendu Notre vénérable Frère, Denis-Auguste, Archevêque de Paris, usant de la plénitude de la puissance apostolique, pour la gloire de Dieu tout-puissant, et l'honneur de la bienheureuse Marie toujours vierge, patronne tutélaire de la France, et de saint Denis apôtre de cette nation, Nous avons cru devoir décréter ce qui suit :
Nous déclarons, par Nos présentes Lettres Apostoliques, constitué canoniquement la Chapitre établi pour célébrer le Service divin de ladite église de Saint-Denis. [...] Nous accordons et attribuons à ce corps tous les droits, honneurs et insignes des Chapitres, autorisons à jouir de ces privilèges tous ceux qui par la suite pourront être adjoints légitimement [...].

Nous déclarons que tous [les chanoines de l'un et autre ordre] devront être choisis par la libre nomination de Sa Majesté, qui jouit du patronage royal sur ladite église de Saint-Denis. Nous Nous réservons de conférer, par des Bulles apostoliques, l'institution canonique, tant au Primicier qu'aux Évêques appelés à faire partie du Chapitre, attribuant au Primicier le droit de la conférer en Notre nom aux Chanoines qui n'ont pas le caractère épiscopal et aux autres membres du Chapitre. Nous recevons et établissons, sous Notre tutelle particulière et celle de Nos Successeurs, l'Église, le Primicier, les Chanoines, le Chapitre , tous ceux qui font partie du corps capitulaire et les ministres ecclésiastiques ou laïques qui seront à son service, les déclarant pour toujours soumis immédiatement à Nous et au Siège Apostolique [...]. Nous désignons et établissons pour toujours le Primicier dudit Chapitre comme chargé, en Notre nom et avec Notre autorité du Siège apostolique, d'exercer cette juridiction sur l'église, le Clergé et les Officiers du Chapitre ; [...] que cette juridiction lui soit dévolue comme annexée à la dignité de Primicier aussitôt qu'il aura pris légitime possession de cette dignité [...] (pp. 147-163).
Le primicier pouvait visiter la basilique à l'exclusion de tout autre, et approuver les confesseurs du Chapitre, députer les chanoines-évêques pour cela sans examen, choisir les prédicateurs et autres officiers ; privilèges étendus à la maison des filles de la Légion d'honneur. « De plus, le même Primicier pourra célébrer dans son église collégiale [stricto sensu : capitulaire] les offices pontificaux avec les mêmes insignes d'honneur et les mêmes cérémonies que les Évêques dans leurs propres diocèses ».
Votée par la Chambre des pairs en 1847, elle est soumise à la Chambre des députés lorsqu'éclate la Révolution de 1848.

Le garde des sceaux, Hébert, présente aux députés le projet de loi, « sans péril comme sans injustice » (p. 185) : « La loi consacre d'ailleurs une exception juste et inévitable à l'un des articles organiques du Concordat (l'art. 10), en reconnaissant un chapitre épiscopal exempt de l'autorité diocésaine » (p. 183). Il défend l'exemption du chapitre (art. 1er) vis-à-vis de l'archevêque de Paris « par les prérogatives et par le juste intérêt de l'autorité temporelle » (p. 185), pour :
prévenir ainsi entre deux Clergés trop rapprochés, jusqu'à la possibilité de regrettables conflits, et de réunir pour les solennités du culte, et sous l'autorité paternelle d'un Supérieur immédiat et spécial, les vénérables Prélats dont le pays adopte la vieillesse en mémoire de leurs services passés, et les jeunes filles dont il adopte l'enfance en reconnaissance des services de leurs pères. (p. 185)
Mgr Affre rédige quant à lui en 1847 un mémoire à l'intention des députés au sujet de la « source d'embarras et de danger » constituée par l'exemption, qu'il dispute dès le titre. « Bientôt on fera du Primicier un Grand-Aumônier, et on voudra lui concéder le droit de nommer les Aumôniers de la marine, de l'armée, des hôpitaux militaires et peut-être des collèges royaux. C'est un moyen infaillible d'avoir pour ces établissements la partie la moins régulière et la moins honorable du Clergé de France » (p. 127).
Cette querelle entre l'archevêché de Paris et la grande-aumônerie sera au siècle suivant résolue par l'institution de l'ordinariat militaire (d'ailleurs appelé improprement « Diocèse aux Armées ») qui ne pose plus de problème de juridiction ecclésiastique au XXIe siècle.
La suppression de la grande-aumônerie en 1871 fait rentrer le chapitre de Saint-Denis sous la juridiction de l'archevêque de Paris. 

## Quelques membres
- Gustave-Maximilien-Juste de Croÿ-Solre (primicier) ;
- (1806) : Antoine-Éléonor-Léon Leclerc de Juigné, ci-devant archevêque de Paris ;
- (1806) : Claude André, ci-devant évêque de Quimper ;
- (1806) : Louis-François de Bausset, ci-devant évêque d'Alais ;
- (1806) : Jean-Baptiste de Chabot, ci-devant évêque de Viviers ;
- (1806) : Claude de Bexon, ci-devant évêque de Namur ;
- (1808) : Armand de Roquelaure, ci-devant archevêque de Malines ;
- (1819) : Pierre-Paul de Faudoas, ci-devant évêque de Meaux ;
- (1824) : Jacques-Louis de La Brue de Saint-Bauzile, ci-devant évêque nommé de Gand, puis évêque in partibus de Tempé (de)
- (1837) : Jean-Pierre de Gallien, ci-devant évêque d'Amiens ;
- (1858) : Louis Blanquart de Bailleul, ci-devant archevêque de Rouen ;
- après 1855 : Léon-François Sibour, évêque de Tripoli (de) de Lydie (« in partibus »), auxiliaire de son cousin, Marie Dominique Auguste Sibour, archevêque de Paris ;
- (1860) : L'abbé Félix Coquereau, aumônier en chef de la Marine nationale ;
- (1873) : Félix de Las Cases, 1er évêque de Constantine.